# 大腸桿菌O104:H4型

O104:H4型大腸桿菌增殖的動畫

大腸桿菌O104:H4型（英語：Escherichia coli O104:H4）是腸出血性（enterohemorrhagic）大腸桿菌的一個菌株，並有部分腸聚集性大腸桿菌（enteroaggregative）的基因，導致了2011年O104:H4型大腸桿菌疫情。其血清型O104:H4中「O」指的是O抗原（菌體抗原，somatic antigen），「H」指的是H抗原（鞭毛抗原，flagellar antigen），這兩種抗原是區分大腸桿菌的重要方式之一。

## 流行病學
造成出血性大腸桿菌主要致病的毒素稱為「志賀樣毒素」，可損傷腸道黏膜，甚至進入血液中破壞紅血球，導致溶血性病變，這種症狀在腎臟中最為明顯，常導致急性腎衰竭，即為溶血性尿毒綜合症。
大部分腸出血性腸炎是由O157：H7型的大腸桿菌引起的，但也有少部分是由其他血清型的大腸桿菌引起。如1994年發生於美國蒙大拿州的出血性結腸炎，即是由O104：H21型的大腸桿菌引起。造成本次疫情的O104:H4型之前也曾造成零星個案，如2004年一位併發溶血性尿毒綜合症的韓國婦女，其糞便中分離出O104:H4大腸桿菌。

## 基因定序
在2011年O104:H4型大腸桿菌疫情爆發後，位於中國深圳的華大基因研究院（BGI）首先於6月2日定序出造成疫情的大腸桿菌O104:H4型的基因，半天後德國明斯特大學醫院衛生研究所也完成了基因定序，結果顯示這種品系的大腸桿菌與2001年德國從腹瀉病人體內分離出的菌株01-09591，及2002年從中非長期腹瀉愛滋病患者糞便中分離的菌株55989具有高度相似性，與中非菌株相比多了志贺樣毒素（Shiga-like toxin）基因，與2001年德國的分離株相比則毒性基因大致吻合，但多了許多抗藥性的基因，因此對氨基糖甙、大环内酯、磺胺、头孢菌素、单酰胺菌素、青霉素和链霉素等多種抗生素有抗藥性。研究人員據此推測2001年的分離株可能是這次疫情菌株的直接祖先。
德國明斯特大學衛生研究所所長黑爾格·卡希於6月10日表示，此型大腸桿菌的原始宿主很有可能就是人類，因為儘管有幾種O104型的大腸桿菌以其他動物為宿主，但目前沒有證據證明O104:H4型的大腸桿菌能在其他動物的體內生存。